# Famille Barracco
La famille Barracco fut la plus importante famille propriétaire du royaume des Deux-Siciles puis d'Italie au XIXe siècle avec près de 2 250 km2 de propriétés terriennes.

## Histoire

### Origine
La famille Barracco (ou Baracco) est originaire du royaume de France. Elle serait arrivée en Italie pendant la domination de la dynastie angevine sur le royaume de Naples. Elle obtint le titre de baron de Lattarico ainsi que la ville d'Eboli par concession de roi Ferdinand Ier de Naples. Les Barracco furent entre autres agrégés au patriciat de Cosenza ainsi qu'à l'ordre de Saint-Jean de Jérusalem en la personne de Maurizio Barracco en 1592.

### Histoire moderne

#### Achats de terres
Jusqu'à la fin du XVIIIe siècle, la famille des Barracco de Crotone, bien que possédant le titre de baron, était peu fortunée. En une cinquantaine d'années, elle s'éleva au rang des familles possédant le plus de terres de Calabre jusqu'à devenir la plus riche propriétaire du royaume des Deux-Siciles puis d'Italie.
Les Barracco commencent par acheter de nombreux fiefs à l'aristocratie endettée de la Province de Crotone. En 1806, ils achètent le fief d'Isola au marquis Ignazio Friozzi qui l'avait lui-même acheté aux Marano en 1798. En 1830, c'est au tour du fief de Caccuri, appartenant à la duchesse Rachele Ceva Grimaldi, dont ils deviennent propriétaires pour 52 816 ducats. Celui-ci s'étend sur 4 571 tomoli. Ils rachètent ensuite pour 130 000 ducats le fief de Cerenzia (alors accompagné du titre de prince) aux princes Tommaso et Raffele Giannuzzi Savelli, tous deux endettés. Entre 1811 et 1817, la baronnie de Cutro (étendue sur 5 734 tomoli) leur est cédée par parcelles par le prince Giovanbattista Filomarino (qui avait accumulé des dettes envers le fisc) pour un total de 77 516 ducats. Dès 1813, le prince génois Marcantonio Doria commence à emprunter d'importantes sommes au Barracco en hypothéquant ses fiefs. Ainsi, quand il décide en 1834 de vendre les baronnies de Tacina et Massanova aux Barracco pour 330 443 ducats, il leur doit déjà 275 443 ducats.
En 1814, Alfonso Barracco acquiert de nombreuses terres dans la commune de Santa Severina ainsi que les fortifications de Campolongo dans la commune d'Isola di Capo Rizzuto et plusieurs éléments de fortifications de la ville de Crotone.
En 1815, les Barracco achètent à l’État napoléonien 3 106 tomoli de terres dans les montagnes de la Sila puis dans les années 1840, ils deviennent propriétaires de la majorité des anciennes propriétés du baron Emanuele De Nobili dont la famille était endettée.
En octobre 1836, le couvent de Santa Maria della Pace de Naples vend plus de 5 000 tomoli de terres réparties entre les communes de Cutro, Roccabernarda, Cotronei, Marcedusa, Caccuri et Verzino à Luigi Barracco. Celles-ci lui rapportent une rente annuelle de 326 ducats. Dans la première moitié du XIXe siècle, les Barracco prêtent à gage à des paysans et à de nombreuses personnes provenant des classes sociales moyennes ou pauvres. Ils acquièrent alors environ 10 000 tomoli de terres dans la Province de Crotone. Au fil du temps, ils achètent Santa Severina au prince Gennaro Grutther, San Leonardo di Cutro au baron Antonio Vercillo, des terres à Simeri Crichi et Soveria Simeri ainsi que des terres à Isola di Capo Rizzuto.
Entre 1845 et 1848, le commissaire royal Barletta mène une enquête sur l'usurpation des terres domaniales (appartenant à l’État) dans les montagnes de la Sila. Les Barracco se voient alors intimé l'ordre de quitter 7 000 tomoli de terres mais ils refusent. S'ensuit un procès toujours en cours quarante ans plus tard, en 1887.
En 1849, à la mort de Luigi Barracco (fils unique du baron Alfonso, mort en 1831, et héritier de la famille), les Barracco sont devenus les plus riches propriétaires de Calabre.

#### Membres de la famille
Le baron Alfonso Barracco, à l'origine de la réussite financière de la famille, s'éteint en 1831 après avoir épousé Emanuela Vercillo. Son fils unique Luigi Barracco, né en 1788 et mort en 1849, lui succède et épouse Maria Chiara Lucifero (descendante du baron et patriote Francesco Antonio Lucifero et cousine de l'historien Armando Lucifero et du ministre Falcone Lucifero). Ils ont douze enfants dont quatre deviendront députés :
- Baron Giovanni Barracco (1829-1914), également député et sénateur du royaume d'Italie ainsi que plus riche propriétaire du pays.
- Francesco Barracco ;
- Maurizio Barracco, patriote italien ;
- Alfonso Barracco (1810-1890), député et sénateur du royaume de Sardaigne. Il épousa la princesse Emilia Carafa et eut cinq fils ;
- Stanislao Barracco, grand propriétaire terrien, il contribua à augmenter la fortune de la famille en achetant de nombreuses terres. Il fut également député pour la ville de Catanzaro puis de Crotone auprès du Parlement de Naples de 1848 ;
- Roberto Barracco (1836-1917), député et sénateur italien ainsi que patricien de Cosenza. Il épousa une sœur du sénateur génois Francesco Balbi Senarega, Artemisia, et a trois enfants (Luigi, Chiara et Francesco) ;
- Guglielmo Barracco, grand propriétaire terrien ;
- Maria Barracco, épouse de Giuseppe Lucifero, marquis d'Apriglianello ;
- Teresina Barracco, épouse du comte Michele Ruffo ;
- Emanuela Barracco, épouse du duc Enrico d'Aquino ;
- Carolina Barracco, épouse du comte Vincenzo Pignatelli ;
- Eleonora Barracco, épouse du marquis Cesare Pallavicini[3].

Le député et sénateur Alfonso Barracco (1810-1890) eut cinq enfants dont Enrico, époux de Maria Doria d'Angri et père d'Alfonso né à Sorrente en 1893 à qui l’État italien reconnut le titre de baron en 1907. Il épousa la baronne Gabriella Nicolis di Rabilant et acheta en 1939 la Villa Emma (it), édifiée au XVIe siècle, qui hérita à leur fils le baron Maurizio Barracco,,.

## Propriétés
Les propriétés des Barracco occupaient une superficie de près de 2 250 km2 (de 30 000 hectare) et s'étendaient sur 100 km de long depuis les hauteurs des monts de la Sila jusqu'à la mer Ionienne (c'est-à-dire environ 15 % de la superficie de la région Calabre et 0,7 % de l'Italie).

## Résidence

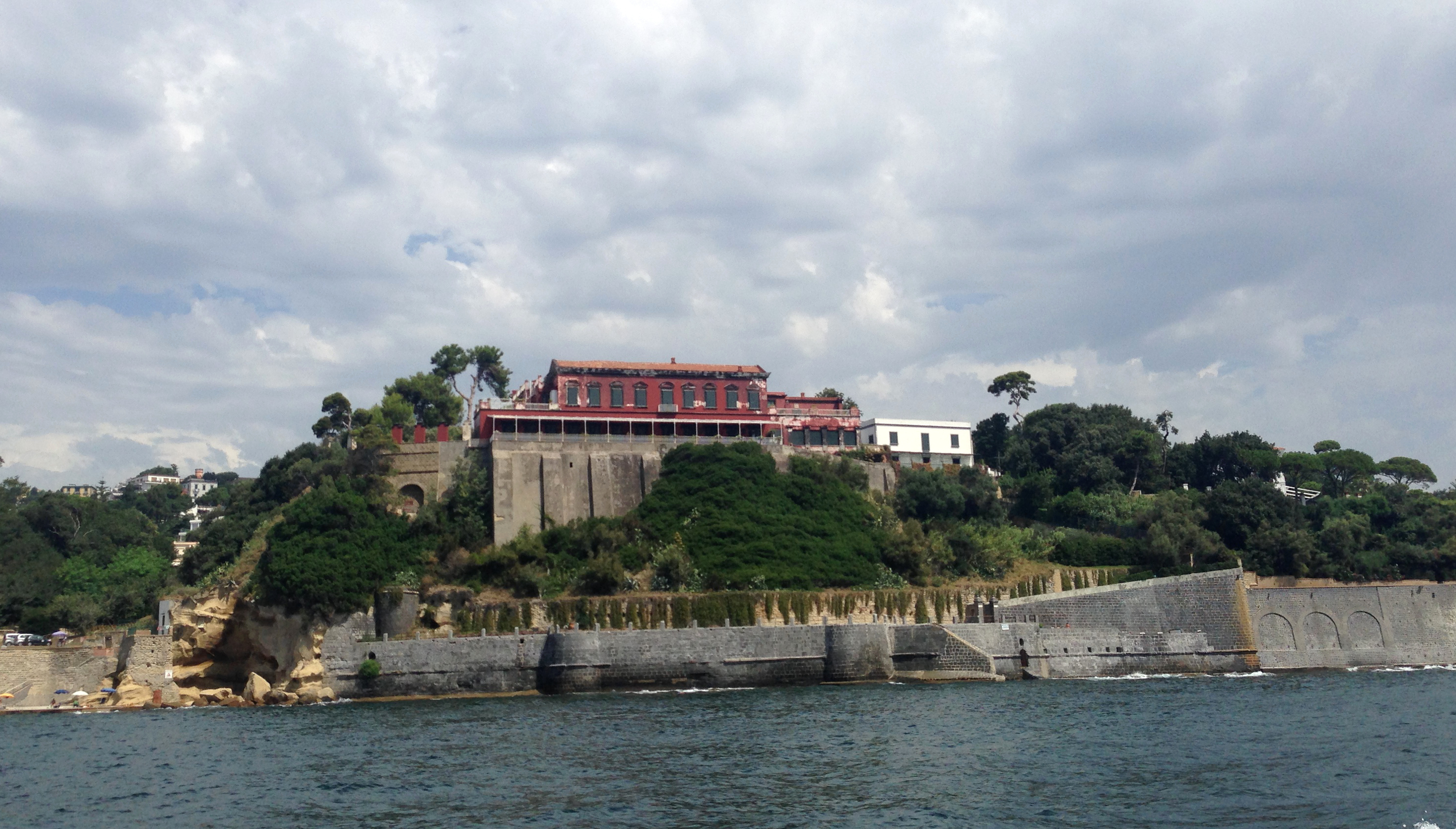
La villa Emma à Naples.

- Le Palazzo Barracco (it) de Crotone est construit en 1738 pour la famille Barracco. Il est aujourd'hui le musée d'Art contemporain Krotone.
- Le palais Barracco de Rome, devenu musée Barracco, est un palais édifié en 1516 par Antonio da Sangallo le Jeune est acheté par la ville de Rome en 1948 pour y exposer les collections léguées par Giovanni Barracco en 1904.
- Le palais Barracco de Naples
- La Villa Emma (it)
- La villa Margherita de Cutro, construite en 1880 par le baron Guglielmo Barracco sur un territoire de 2 500 m2 à la limite entre Cutro et Isola di Capo Rizzuto (qu'il avait acheté en 1850 au doge de Gênes Giuseppe Maria Doria, lui-même la tenant du baron Emanuele De Nobili), elle tient son nom du fait que la reine d'Italie Marguerite de Savoie s'en servit comme lieu de villégiature. Elle fut restaurée par son descendant Luigi Barracco en 1930[7].